# Lottum
Lottum is een dorp in de gemeente Horst aan de Maas, in de Nederlandse provincie Limburg. Het dorp heeft ongeveer 2.010 inwoners en een oppervlakte van 2226 ha en ligt hemelsbreed ongeveer 10 kilometer ten noorden van Venlo, aan de rivier de Maas en behoorde vroeger tot de gemeente Grubbenvorst, die in 2001 is gefuseerd met de gemeente Horst aan de Maas.

## Wapen van Lottum
Lottum had rond 1610 een eigen schepenbank, nadat het in 1608 tot vrije baronie werd verheven door aartshertog Albrecht. De akte met een afbeelding van het wapen dateert uit 1651. Daarop staat de Heilige Quirinus afgebeeld als ridder met in de rechterhand een lans. Links van Quirinus staat de kerkpatrones de Heilige Gertrudis van Nijvel met in haar linkerhand een kromstaf, waarlangs een muis omhoog klimt.

## Geschiedenis
Het gebied rond Lottum was al in de Romeinse tijd bewoond. Omstreeks 1400 is er een kerk opgericht. Tot 1563 was het gebied eigendom van de Sint-Quirinusabdij, een Benedictinessenabdij te Neuss in Duitsland. Daarna is het bezit door de abdij overgedragen aan Christoffel van Wylick en is lang eigendom van die familie gebleven. In 1608 is zijn nazaat, Johan Christoffel van Wylick, door koning Filips III van Spanje als baron in de adelstand verheven.
De familie Van Darth bezat sinds 1420 een deel van de heerlijkheid Lottum en liet er het kasteel Huis Darth bouwen.
Ten gevolge van de Vrede van Münster in 1648 ging Lottum behoren tot Spaans Gelre en daarna in 1713 tot Pruisen. In 1815 werd Lottum bij Nederland gevoegd en dit is ook na de Belgische afscheiding zo gebleven.
Omstreeks 1900 is in Lottum een aanvang genomen met de rozenteelt waaraan Lottum zijn bekendheid ontleent. Op zeker moment was 30% van de inwoners in de rozenteelt werkzaam. Tussen 1922 en 2018 heeft een tweejaarlijkse Rozenfestival plaats gevonden.

## Bezienswaardigheden

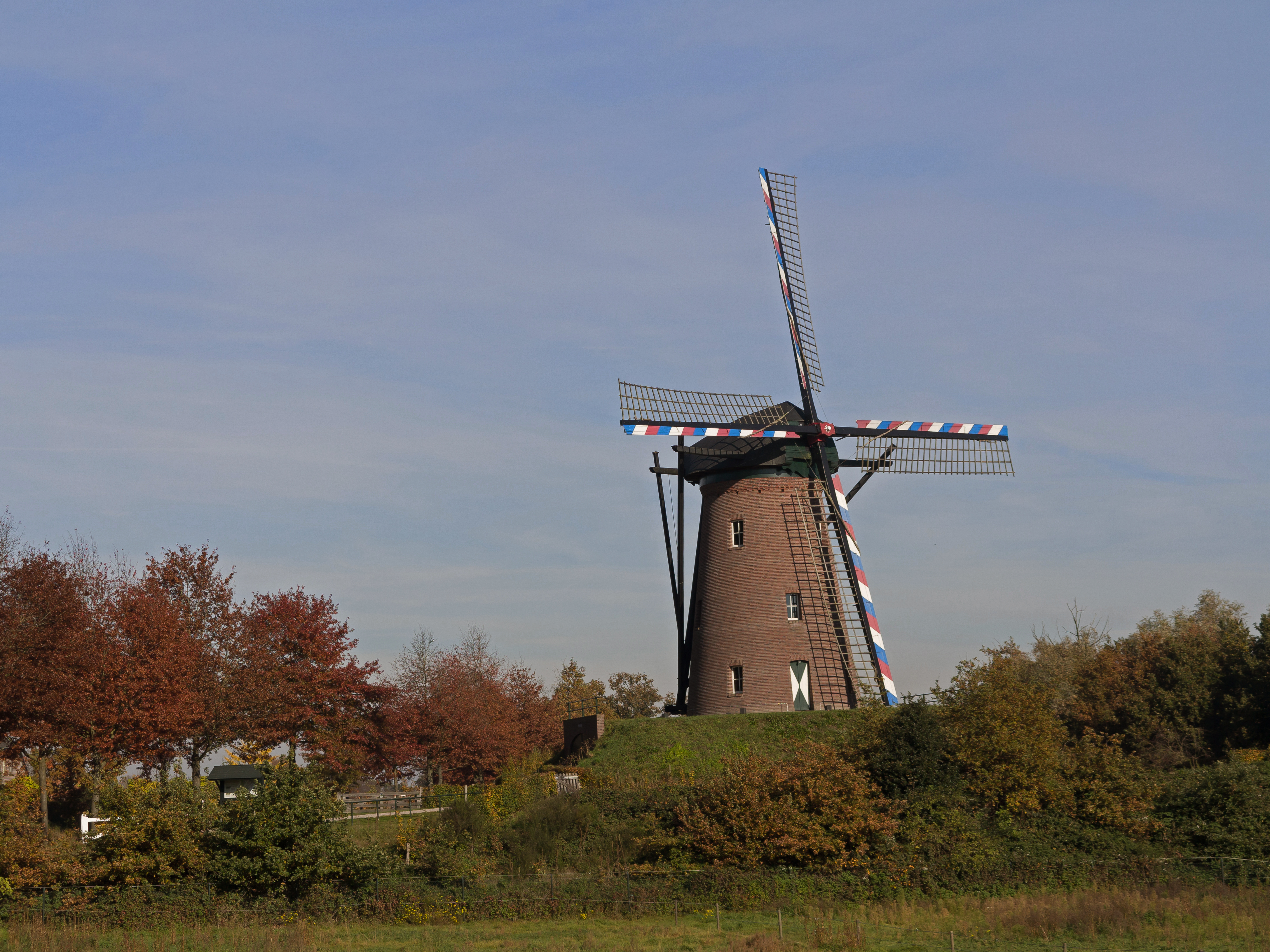
Lottum, de Houthuizer Molen

- Kasteel Borggraaf stamt uit het eind van de 15e eeuw, verkeert in goede staat en is vanaf de weg zichtbaar.
- Kasteel Kaldenbroek wordt voor het eerst genoemd in 1394 en is een landhuis dat eveneens in goede staat verkeert.
- De Houthuizer Molen is een in 2007/8 gebouwde replica van de tijdens de Tweede Wereldoorlog verwoeste windmolen bij Lottum.
- De Sint-Gertrudiskerk uit ongeveer 1400, herbouwd in 1951.
- De Sint-Quirinuskapel
- De Heilige-Familiekapel
- De Sint-Annakapel
- De Rozenhof Lottum, Toprozentuin en rozenkenniscentrum

Zie ook:
- Lijst van rijksmonumenten in Lottum
- Lijst van gemeentelijke monumenten in Lottum

## Natuur en landschap
Lottum is gelegen op de westoever van de Maas, op een hoogte van ongeveer 19 meter boven NAP. Vanaf het natuurgebied Schuitwater stroomt de Siebersbeek via Lottum in de Maas. De omgeving van Lottum wordt vooral gekenmerkt door de rozenteelt. In het zuidwesten zijn er heideontginningen.
Nabij de buurtschap Houthuizen loopt de Molenbeek, die enkele honderden meter verder uitmondt in de Maas.
In de nabijheid van de mondingen van beide beken ligt natuurgebied Siebersbeek. Ten zuiden daarvan ligt natuurgebied Kaldenbroek.

## Cultuurtje

### Rozenteelt en -festival
Ruim 70 procent van de Nederlandse rozenteelt is afkomstig uit Lottum. In aantal betreft dat ruim 20 miljoen rozen volgens gegevens van de Nederlandse tuinbouworganisaties. Lottum is het "Rozendorp van Nederland". Ieder even jaar vindt in Lottum rond de tweede zondag van augustus het Rozenfestival plaats. Er zijn dan tuinen met mozaïeken en kunstobjecten versierd met ontelbare rozenknopjes door heel Lottum te vinden. Het festival trekt telkens circs 50.000 bezoekers. Er is ook de Rozenhof met een kenniscentrum, waarin alle 65 rozensoorten te vinden zijn die ooit het predicaat "Toproos" hebben gekregen of het Duitse predicaat "ADR-rose". Er is ook een rozenfietsroute. Na 2018 is het rozenfestival geschrapt wegens een tekort aan vrijwilligers en een te grote toeristenstroom voor het kleine dorp. In de zomer van 2022 heeft het dorpsraad de keuze gemaakt om het festival toch opnieuw in te lassen, met ditmaal van kleiner formaat en zonder te adverteren naar toerisme.

### Gekke Maondaag
Lottum is een van de drie dorpjes waar - zo wordt althans verteld in de overlevering - al enkele eeuwen de Gekke Maondaag (Nederlands: Gekke Maandag) gevierd wordt. Deze wordt in Lottum één week voor carnaval gevierd. De "Gekke Maondaag" is een volksfeest waarbij verschillende praalwagens en carnaval-gerelateerde groepen in een optocht lopen. De andere twee dorpen waar dit feest gevierd wordt, zijn Velden en Grubbenvorst.

## Vervoer
- Door Lottum komen Arriva buslijnen 88 (Venray - Venlo via Broekhuizen en Meerlo) & 89 (Venray - Venlo).
- Tot 1973 had Lottum een eigen station, hoewel het passagiersvervoer al in 1938 werd beëindigd.
- Vanuit Lottum gaat een veerdienst over de Maas, naar Lomm. Ook vaart er in de zomermaanden een voet- en fietsveer tussen Arcen en Lottum.

## Trivia

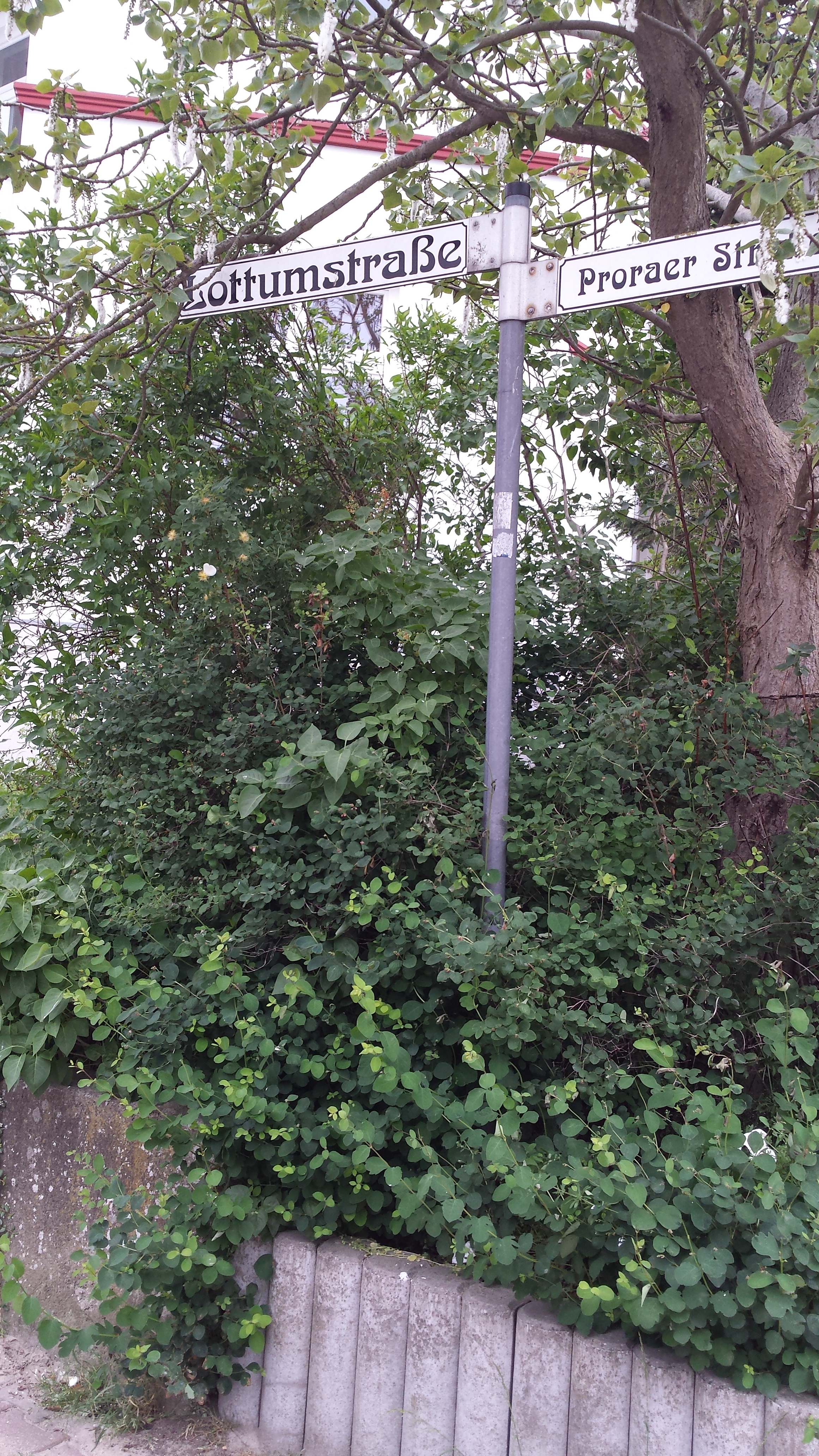
Straatnaam in Binz, verwijzend naar het Nederlandse dorp Lottum

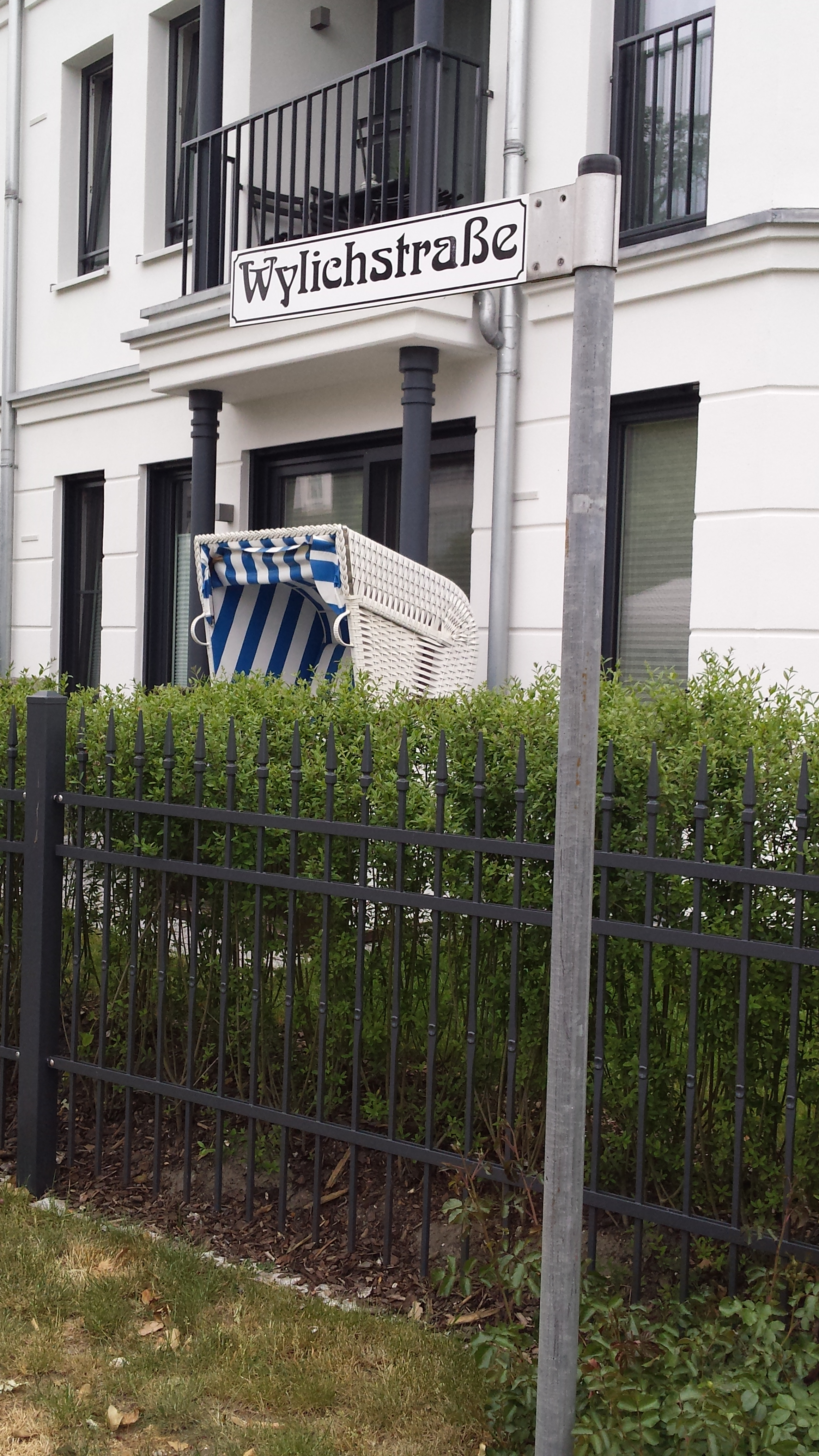
straatnaambord in Binz, verwijzend naar het geslacht Van Wylick van Lottum

- Een gevleugelde uitspraak in het Limburgs is "Ik kom neet oét Lottum", wat zoveel betekent als "Ik ben toch niet gek?" De Venlose band Neet oét Lottum ontleent zijn naam aan die zegswijze.
- Op 4 juni 1996 werd in Lottum het lichaam van een dode vrouw gevonden. Omdat de streek bekendstaat om de rozenteelt, wordt ze het rozenmeisje genoemd. Op 29 oktober 2010 werd met behulp van DNA-technieken aan het licht gebracht dat het ging om de 19-jarige Josefa uit Polen.[2]
- In Berlijn is er een straat genoemd naar Lottum vanwege het in de twaalfde eeuw in Lottum wonende adellijke geslacht van Wylick van Lottum. De nakomelingen daarvan waren Pruisische officieren.
- In de Noord-Duitse badplaats Binz (op het eiland Rügen) zijn straten vernoemd naar Lottum en Van Wylich; ook is er een Haus Lottum.

## Geboren in Lottum
- Hendricus van Darth (1570-1647), politicus en burgemeester
- Frans Schraven (1873-1937), bisschop
- Theo Breukers (1929-1970), voetbaltrainer
- Maurice Koenen (1974), voetballer

## Overleden in Lottum
- Anton Daniël Leeman (1921-2010), latinist

## Nabijgelegen kernen
Broekhuizen, Melderslo, Grubbenvorst, Lomm, Arcen